# خانه کاظم‌زاده
خانه کاظم‌زاده مربوط به دوره قاجار است و در مشهد، اوایل خیابان خسروی، بعد از دومین کوچه فرعی واقع شده و این اثر در تاریخ ۱۱ مرداد ۱۳۸۴ با شمارهٔ ثبت ۱۲۳۷۳ به‌عنوان یکی از آثار ملی ایران به ثبت رسیده است.